# Maurice Long
Pour les articles homonymes, voir Long.
Maurice Long, gouverneur général de l’Indochine, né le 15 mars 1866 à Crest dans la Drôme et mort le 15 janvier 1923 à Colombo sur l'île de Ceylan.

## Biographie
Issue d'une famille de propriétaires terriens aisés, il fait de brillantes études dans les établissements scolaires de la région et au lycée  de Grenoble. Etudiant en droit à Paris, il est inscrit au barreau de cette ville en 1888.
Il tente un moment le journalisme, il est membre de la presse judiciaire parisienne, rédacteur au National , au Gil Blas, correspondant de la petite Gironde (1888- 1892).
Il poursuit sa carrière de magistrat, il est successivement substitut à Forcalquier, en 1894, puis à Digne, Montpellier, procureur de la République à Saint Palais et substitut à Lyon (1901). Il abandonne sa carrière pour s'inscrire au barreau de Valence où il se fixe de 1902 à 1906, puis à Paris où il devient avocat de la Cour d'appel. Il se marie le 5 novembre 1900.
En 1914, alors qu'il a déjà fait son service militaire (au grade de capitaine) , il s'engage dans le 111e régiment territorial d'infanterie. Il est blessé en novembre 1914, à la suite d'une chute de cheval qui lui occasionne une fracture de bras, sur les bords de l'Aisne. Il est évacué et réformé.

## Carrière politique
Il est député de la Drome depuis 1910 et réélu en 1914 et 1919 jusqu'à sa mort en 1923 .

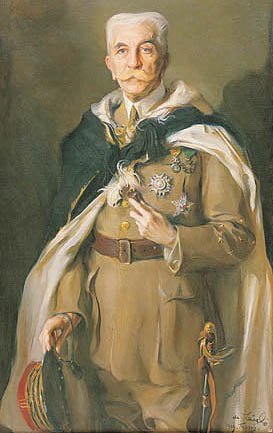
Le Maréchal Lyautey

Il est rapporteur sur le protectorat du Maroc et il fait plusieurs voyages en 1913, 1915 et 1916. Il se lié d'amitié avec le Général Lyautey dont il apprécie hautement sa méthode et ses résultats au Maroc. 
Au Parlement, il s'occupe des questions économiques (vente de blé, farines, ravitaillement des armées et de l'intérieur en viande, vin, etc.).

Radical-socialiste, il est nommé ministre au ravitaillement en 1917 dans le premier gouvernement de Paul Painlevé. Il prononce un discours sur la situation mondiale du ravitaillement qui a eu un grand retentissement auprès de la Chambre tout entière.

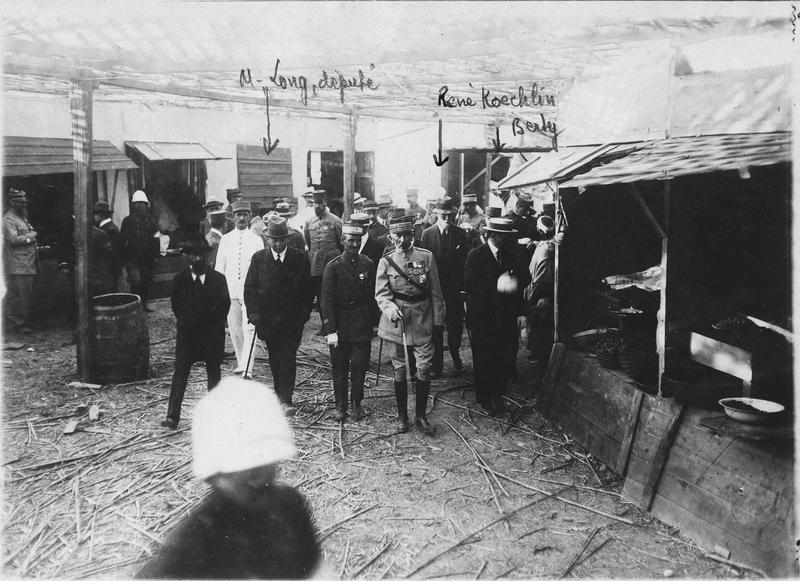
Le général Lyautey visite les souks avec Maurice Long

Il faut voir la guerre telle qu'elle est, si on veut la faire jusqu'au bout. Il faut sentir la rudesse, pour s'imposer les derniers sacrifices, les suprêmes efforts à l'arrière comme à l'avant, et ne pas laisser, au moment de la victoire, s'épuiser et se tarir les sources de la vie de la nation et de la renaissance économique. L'Allemagne est perdue, maos prenons garde qu'elle nous entraine pas dans sa chute.

Prenons garde qu'à l'heure de la paix, à cette heure qui sera aussi pour tous les peuples celle de l'égoïsme sacré, nous ne soyons pas des mourants glorieux à qui l'ont apporte des fleurs

## Gouverneur général de l'Indochine
Par décret du 13 décembre 1919, il est nommé gouverneur général de l’Indochine. Il embarque le 21 janvier 1920 avec sa femme et ses trois filles.
Il réussit bien dans cette fonction grâce à ses qualités d’administrateur, ses compétences internationales et sa politique d’apaisement à l’égard des indigènes.

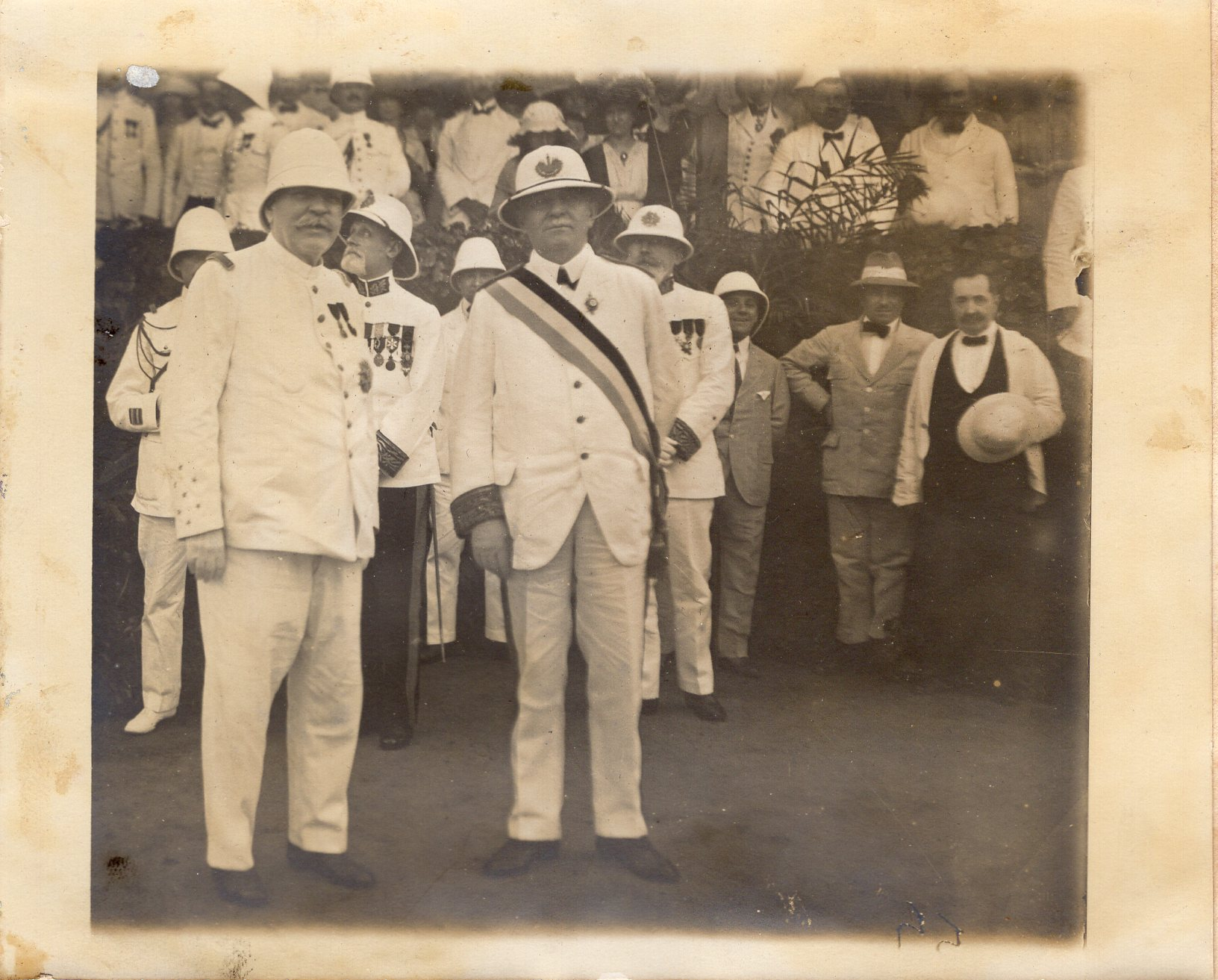
Accueil du Maréchal par Maurice Long.

Le 9 décembre 1921, Maurice Long accueille chaleureusement le maréchal Joffre. Une foule considérable acclame le Maréchal qui se rend au magnifique palais du Gouvernement à travers les rues toutes pavoisées : les Marseillaise retentissent à tous les carrefours ; le Montcalm salue de 17 coups de canon, la terre répond, les cloches sonnent, les rues sont noires de monde.

Le lendemain, dans la grande salle des fêtes du Palais, le Maréchal reçoit les corps et services du Gouvernement général : M. Long prononce un éloquent discours auquel le Maréchal répond par les paroles suivantes :
Vous avez, monsieur le Gouverneur général, exprimé dans les termes les meilleurs le sens de la visite que je viens faire en Indochine : pendant la guerre, la France a admiré la généreuse manière dont ses fils d’Extrême-Orient ont participé à sa défense. Au front, sur mer, dans les services de ravitaillement, au moment des emprunts, celle que la France considère comme la plus belle et la plus évoluée de ses colonies a montré surabondamment son loyalisme et son patriotisme. Et c’est pour exprimer à l’Indochine sa reconnaissance et son amour que le Gouvernement de la République m’a prié de lui apporter le salut et le baiser de la Mère Patrie.
Nulle tâche ne pouvait m’être plus agréable, mais laissez-moi vous dire avec quelle joie profonde je l’ai acceptée : en effet, j’ai laissé en Indochine il y a plus de trente ans une partie de mon cœur : je suis venu l’y retrouver.

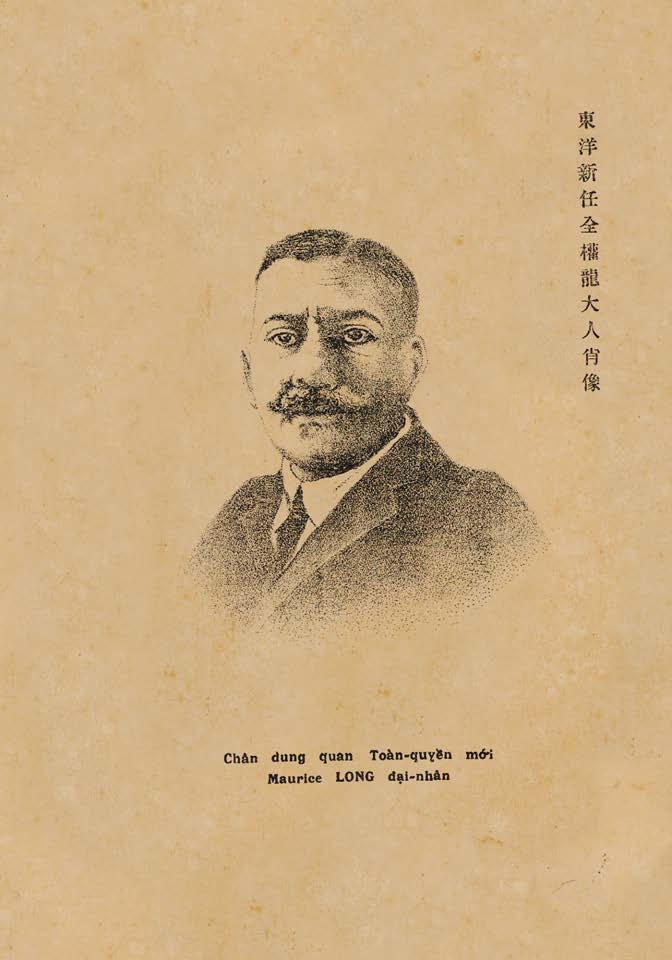
Portrait de Maurice Long, journal vietnamien

À ce moment, le gouverneur général lui tend les bras et les deux hommes s’embrassent aux applaudissements de la foule. Il se lie d'amitié avec le maréchal Joffre et l'accompagnera lors de son voyage au Cambodge. Maurice Long retrouvera son ami Joffre, le 9 janvier 1922 à Hanoi, où il fera ses adieux. Les deux amis se retrouveront une dernière fois, le 26 juin 1922, à Nogent-sur-Marne.

## Dernier voyage en France et décès

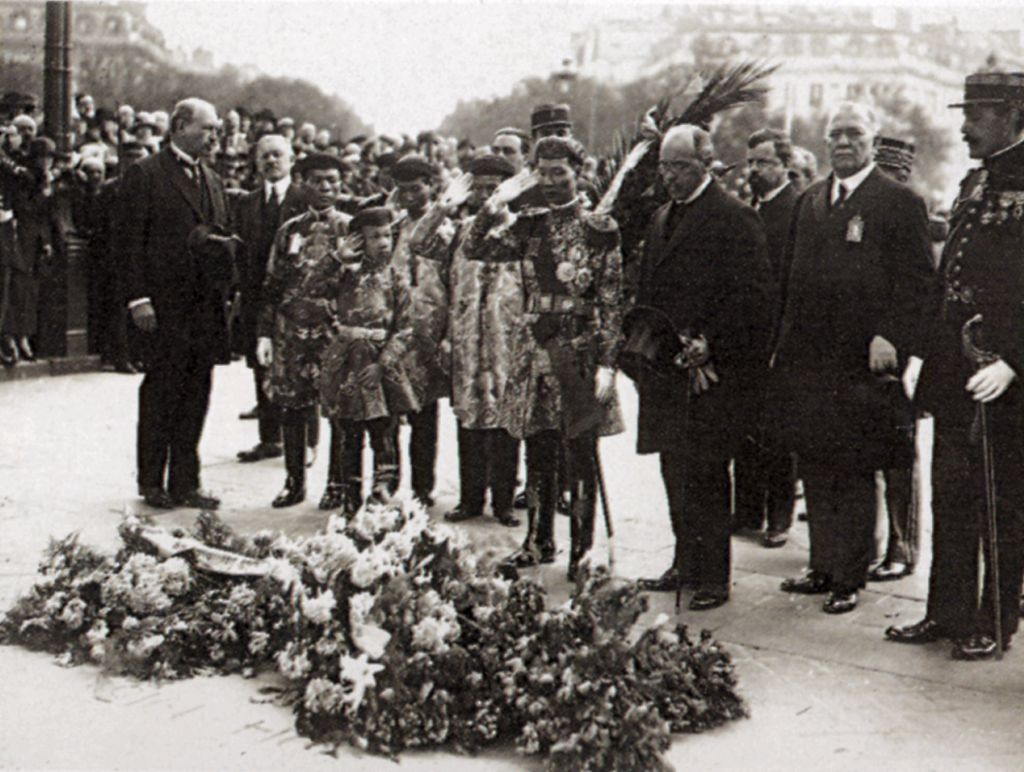
Le roi Khai Dinh, Albert Sarraut et Maurice Long.

Il revient en métropole en 1922 à l’occasion de l’exposition coloniale. Il doit accompagner l'Empereur Khai Dinh lors de son voyage en France, du 15 mai au 11 aout 1922.
On le retrouve à la visite du temple du souvenir indochinois à Nogent-sur-Marne le 26 juin 1922 , à  la visite du Roi d'Annam à la tombe du Soldat inconnu à l'Arc de Triomphe et lors de l'exposition coloniale de Marseille, le 10 aout 1922.
Usé par la fatigue et la maladie, après un bref séjour à Chabrillan au milieu des siens, il repart pour l’Indochine. Mais il ne terminera pas le voyage : le 15 janvier 1923, à 57 ans, il décède à Colombo, dans la colonie anglaise de Ceylan.
Après une cérémonie nationale officielle, il est ramené à Chabrillan où il est inhumé le 16 février 1923, au milieu d’une foule considérable.

Une souscription est ouverte en Indochine pour ériger un monument, en son souvenir, à Chabrillan. Implanté dans le cimetière, devant la porte de la chapelle, cette stèle est due à l’architecte parisien Reynaud et au sculpteur valentinois Bessat.

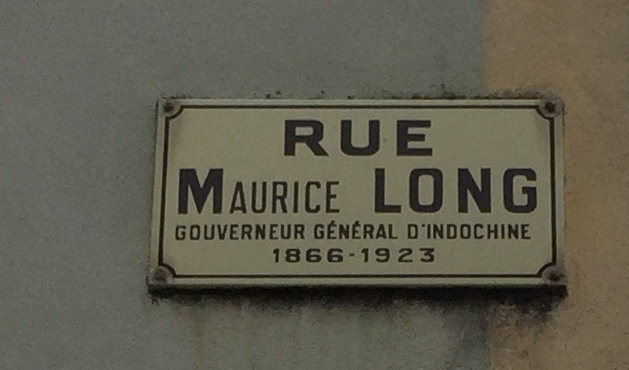
Plaque de rue, à Crest sa ville natale.

## Hommages
Le Grand Palais a été conçu par l'architecte Adolphe Bussy et élevé à l'occasion de l'Exposition internationale de Hanoi de 1902-1903. Après l'Exposition, il a été reconverti en musée et finit par prendre le nom de Maurice Long, gouverneur général de l'Indochine au début des années 1920.

## Descendance
Sa fille, Claudine Long (1902-1991) , épouse le Général Charles Bénard, qui était son aide de camp, pendant son séjour à Saïgon.
Son petit-fils Mario Bénard (1932-1991) est député UDR (1968-1978) et maire d'Hyères (1971-1977).
Il a une sœur, Lydie Benard qui épouse Robert Tournier. De cette union sont nés 3 enfants, Patricia, Antoine et Nicolas Tournier.